# Elastomer

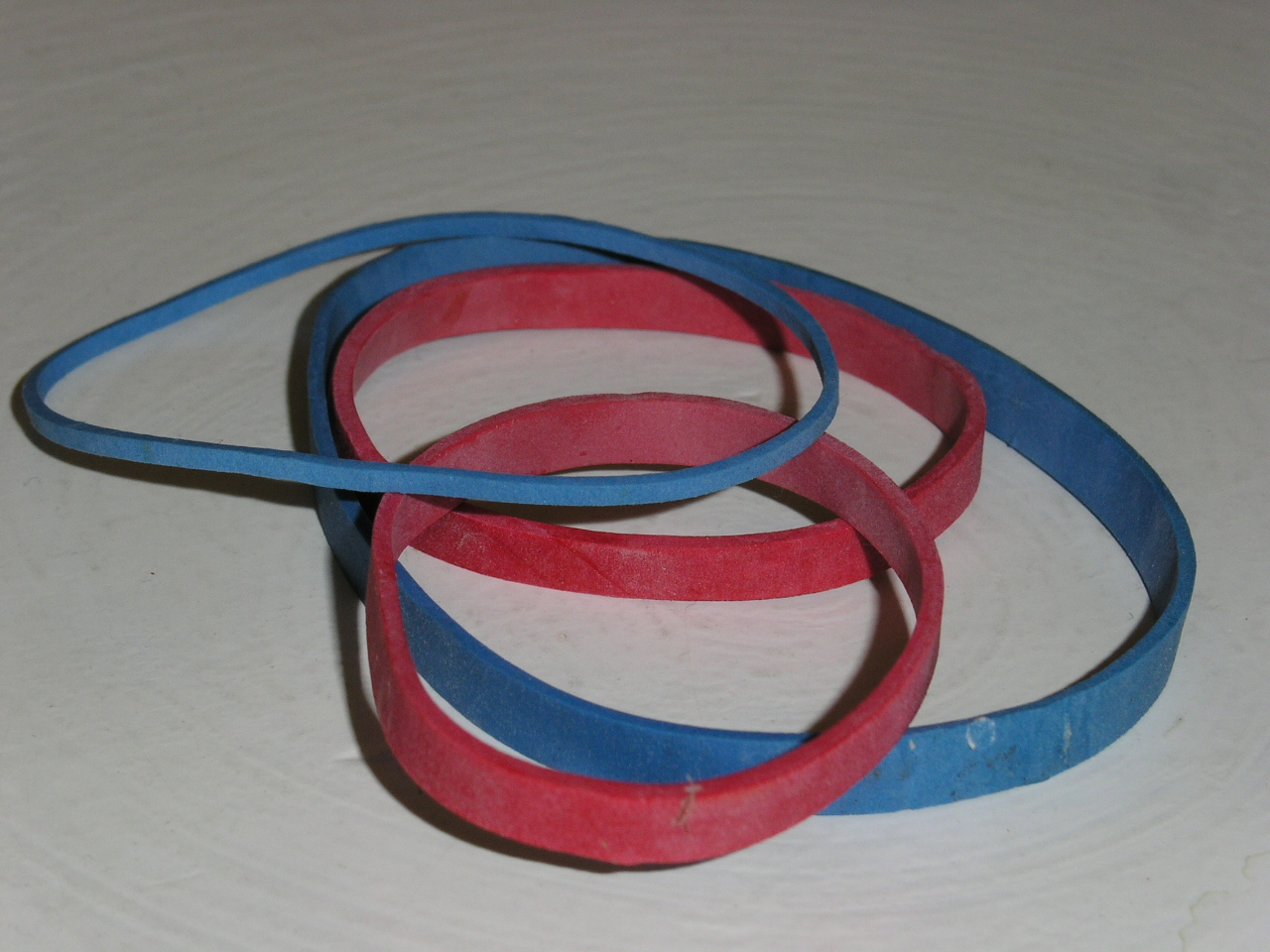
Gummisnoddar, gjorda av elastomerer

Elastomerer, även kallade elaster, är lättrörliga polymerer med egenskapen att kunna töjas avsevärt utan att materialet brister, och att de ursprungliga dimensionerna återtas, när belastningen upphör.
De kedjelika molekyler som bygger upp elastomerer ligger i oordning när elastomeren inte är uttöjd. Om man drar i elastomeren kommer molekylerna att sträckas ut i den riktning som den töjs.
Gummi är exempel på en naturprodukt som är en elastomer. Många moderna syntetiska fibrer är elastomerer.